# Phlebonema chrysotingens
Phlebonema chrysotingens är en svampart som beskrevs av R. Heim 1929. Phlebonema chrysotingens ingår i släktet Phlebonema och familjen Agaricaceae.   Inga underarter finns listade i Catalogue of Life.